# Meresankh I
Meresankh I (Mr-s-ˁnḫ, "La qui estima la vida") va ser una reina egípcia de finals de la III Dinastia. Era la mare del rei Snefru i probablement la dona del rei Huni, l'últim rei de la III Dinastia d'Egipte.
| mr | s | anx |

| mr | s | anx |

Tenia el títol de "Mare del Rei".
El nom de Meresankh I apareix en un fragment de la Pedra de Palerm i en una propietat de la reina citada a la tomba de Pehernefer de Saqqara. Apareix també anomenada al costat del seu fill Snefru en grafits del temple piramidal de Meidum. Aquest grafit data del regnat de Tuthmosis III de la XVIII Dinastia. El text recita un text hetep di nesu (ofrenes) per al ka del rei Sneferu i la reina Meresankh.
Es desconeix on es troba la seva tomba, tot i que es creu que podria ser una mastaba que hi ha al nord de la piràmide de Snefru a Meidum.